# 明治安田生命保险
明治安田生命保险（日语：／ Meiji Yasuda Seimei Hoken Sōgo-gaisha */?）是一家日本保险公司。

## 历史

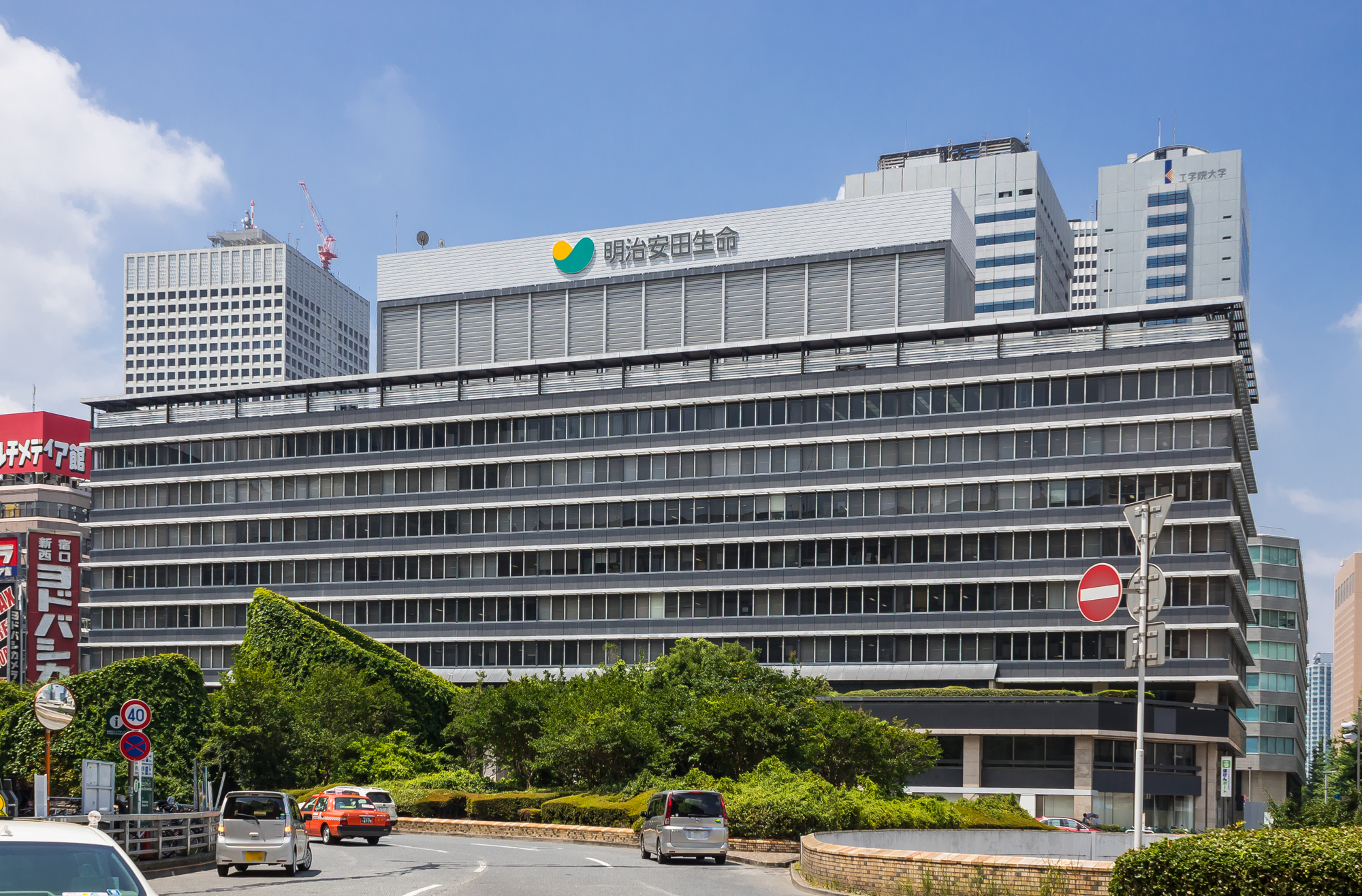
明治安田生命保险（旧・安田生命本社）

1881年7月9日明治生命保险会社在日本东京都由阿部泰藏建立，1894年安田生命保险的前身共济生命保险建立，2004年4月明治生命保险公司和安田生命保险公司正式宣布合并。